# Хобот-Богоявленское
Хобот-Богоявленское — село в Первомайском районе Тамбовской области России. В составе сельского поселения Козьмодемьяновский сельсовет.

## Расположение
Село Хобот-Богоявленское расположено на правом берегу реки Хоботец примерно в 16 км к востоку от посёлка городского типа Первомайский. Ближайшие населённые пункты — сёла Хоботец-Васильевское и Старое Козьмодемьяновское.

## История
Село Хобот-Богоявленское упоминается в писцовой книге 1650—1652 годов: «Слобода Козинка на речке на Хоботинке, а в ней драгуны, что переведены с Козинки, а в ней часовня во имя Богоявления господня… У часовни во дворе поп Гаврила Ноздрев… В той же слободе дворы драгунские… И всего в селе Козинки Богоявленского прихода 43 двора драгунских, что переведены с Козинки, а людей в них 123 человека. Пашни паханые, добрые земли 172 четверти, да дикого поля на пашню 256 четвертей…».
Согласно первой ревизской сказке 1719—1722 годов, в селе было 22 двора и 126 жителей.

## Население
| 2010 |
| ---- |
| 688  |

### Известные жители
- Попов, Василий Алексеевич (1912—1979) — полный кавалер ордена Славы.

## Образование
В селе расположена Хобот-Богоявленская школа имени Гришанова. Она была основана в 1843 году как церковно-приходская школа. В 2008 году стала лауреатом Всероссийского конкурса «Лучшие школы России»".

## Улицы
В селе Хобот-Богоявленское расположены следующие улицы:
- ул 1-я Советская
- ул 2-я Советская
- ул 3-я Советская
- ул Вокзальная
- ул Гоголя
- ул Заречная
- ул Интернациональная
- ул Кирова
- ул Комсомольская
- Курманов пер
- ул Молодёжная
- ул Московская
- ул Набережная
- ул Некрасова
- ул Пионерская
- ул Пушкина
- ул Фрунзе